# 薩格爾 (愛達荷州)
薩格爾（英語：Sagle）是位於美國愛達荷州邦納縣的一個非建制地區。

## 地理
薩格爾的座標為48°12′09″N 116°32′52″W / 48.20250°N 116.54778°W，而該地的平均海拔高度為655米（即2149英尺）。